# Sanel Jahić
Sanel Jahić (Straatsburg, 10 december 1981) is een Bosnische voetballer die voor Karabükspor uitkomt.

## Clubcarrière
Sanel Jahić voetbalde in zijn jeugd bij RC Straatsburg, in 2000 tekende hij een contract met FC Sochaux, waar hij speelde tot 2001.

## Interlandcarrière
Onder leiding van bondscoach Meho Kodro maakte Jahić zijn debuut voor het Bosnisch voetbalelftal op 26 maart 2008 in de vriendschappelijke thuiswedstrijd tegen Macedonië (2-2), net als invallers Said Husejinović (FK Sloboda Tuzla) en Matijas Pejić (HNK Orašje). Ruim een jaar later, op 28 maart 2009, maakte hij zijn eerste en tot dusver enige interlandtreffer. Dat was in de wedstrijd tegen België.
2 Abels ·
3 Decarli ·
4 Tobers ·
6 Abrashi ·
7 Ndenge ·
8 Kittel ·
9 Muci ·
10 Morandi ·
11 Schürpf ·
14 Matam ·
15 Seko ·
16 Persson ·
17 Verón Lupi ·
18 Lee ·
19 Choinière ·
20 Maurin ·
21 Mabil ·
22 Schmitz ·
24 Kempter ·
25 Bojang ·
27 Abubakar ·
26 Paskotsi ·
28 Stroscio ·
29 Kuttin ·
50 Seji ·
52 Marques ·
53 Meyer ·
55 Nigg ·
57 Zukaj ·
71 Hammel ·
73 Hoxha ·
77 de Carvalho ·
99 Babunski ·
Coach: Oral